# Christian Michelsen
Peter Christian Hersleb Kjerschow Michelsen, född 15 mars 1857 i Bergen, död 29 juni 1925, var en norsk politiker och skeppsredare. Han var Norges statsminister från 11 mars 1905 till 28 oktober 1907.

## Biografi
Michelsen tillhörde ursprungligen venstre men inträdde 1903 i Hagerups konservativa regering som en ivrig förespråkare för en snar lösning av unionsfrågan.
När Hagerups regering avgick i samband med konsulatsfrågan i mars 1905, bildade Michelsen en koalitionsregering som genomförde unionsupplösningen med Sverige 1905. Michelsen representerade Norge vid förhandlingarna med Sverige i Karlstad, hans motpart var den svenska statsministern Christian Lundeberg och förhandlingen löste krisen mellan länderna och undertecknandet av Karlstadskonventionerna skedde efter Karlstadskonferensen 1905.
År 1909 var Christian Michelsen en av grundarna till partiet Frisinnede Venstre. Dessförinnan representerade Michelsen Samlingspartiet.
Hans efterträdare blev Jørgen Løvland som statsminister.

## Donation
Michelsen donerade hela sin förmögenhet - 6 miljoner norska kronor - till Christian Michelsens Institut för fri vetenskaplig forskning i Bergen.